# Diocesi di Kundiawa
La diocesi di Kundiawa (in latino Dioecesis Kundiavana) è una sede della Chiesa cattolica in Papua Nuova Guinea suffraganea dell'arcidiocesi di Mount Hagen. Nel 2021 contava 72.840 battezzati su 279.620 abitanti. È retta dal vescovo Paul Sundu.

## Territorio
La diocesi comprende la provincia di Chimbu in Papua Nuova Guinea.
Sede vescovile è la città di Kundiawa, dove si trova la cattedrale di Santa Maria Aiuto dei Cristiani.
Il territorio è suddiviso in 18 parrocchie.

## Storia
La diocesi è stata eretta l'8 giugno 1982 con la bolla Ex quo in Papua di papa Giovanni Paolo II, ricavandone il territorio dalla diocesi di Goroka.

## Cronotassi dei vescovi
Si omettono i periodi di sede vacante non superiori ai 2 anni o non storicamente accertati.
- William Joseph Kurtz, S.V.D. † (8 giugno 1982 - 15 ottobre 1999 nominato arcivescovo coadiutore di Madang)
- Johannes Henricus J. Te Maarssen, S.V.D. (10 maggio 2000 - 12 gennaio 2009 ritirato)
- Anton Bal (12 gennaio 2009 - 26 luglio 2019 nominato arcivescovo di Madang)
- Paul Sundu, dal 3 aprile 2021

## Statistiche
La diocesi nel 2021 su una popolazione di 279.620 persone contava 72.840 battezzati, corrispondenti al 26,0% del totale.
| anno | popolazione | popolazione | popolazione | presbiteri | presbiteri | presbiteri | presbiteri                | diaconi | religiosi | religiosi | parrocchie |
| anno | battezzati  | totale      | %           | numero     | secolari   | regolari   | battezzati per presbitero | diaconi | uomini    | donne     | parrocchie |
| ---- | ----------- | ----------- | ----------- | ---------- | ---------- | ---------- | ------------------------- | ------- | --------- | --------- | ---------- |
| 1990 | 93.458      | 210.000     | 44,5        | 25         | 8          | 17         | 3.738                     |         | 31        | 22        | 18         |
| 1999 | 95.000      | 186.109     | 51,0        | 23         | 6          | 17         | 4.130                     |         | 26        | 25        | 17         |
| 2000 | 101.692     | 186.109     | 54,6        | 23         | 6          | 17         | 4.421                     |         | 26        | 28        | 17         |
| 2001 | 103.040     | 250.000     | 41,2        | 21         | 6          | 15         | 4.906                     |         | 25        | 29        | 17         |
| 2002 | 103.137     | 260.000     | 39,7        | 21         | 9          | 12         | 4.911                     |         | 24        | 27        | 17         |
| 2003 | 103.480     | 280.000     | 37,0        | 22         | 11         | 11         | 4.703                     |         | 18        | 22        | 17         |
| 2004 | 102.208     | 280.000     | 36,5        | 19         | 8          | 11         | 5.379                     |         | 19        | 22        | 17         |
| 2010 | 111.300     | 375.000     | 29,7        | 31         | 24         | 7          | 3.590                     | 1       | 12        | 24        | 18         |
| 2016 | 123.300     | 386.000     | 31,9        | 26         | 19         | 7          | 4.742                     |         | 10        | 22        | 18         |
| 2019 | 134.600     | 405.000     | 33,2        | 26         | 19         | 7          | 5.176                     |         | 10        | 22        | 18         |
| 2021 | 72.840      | 279.620     | 26,0        | 22         | 13         | 9          | 3.310                     |         | 9         | 27        | 18         |